# تیم ملی والیبال زنان ایران
تیم ملی والیبال بانوان ایران نماینده کشور ایران در تورنمنت‌های ملی والیبال است که زیر نظر فدراسیون والیبال ایران فعالیت می‌کند. این تیم با کسب مدال برنز در بازی‌های آسیایی ۱۹۶۶، موفق به کسب نخستین عنوان بین‌المللی تاریخ ورزش زنان ایران شده‌است. در بازی‌های همبستگی اسلامی قونیه ۲۰۲۱ با کسب مدال نقره بعد از ۵۶ سال و برای اولین بار پس از انقلاب ۵۷ صاحب عنوانی بین‌المللی شد.

## تاریخچه

### نخستین مسابقه: دوستانه برابر قهرمان جهان
پس از بیش از یک دهه فعالیت بانوان در رشته والیبال، سرانجام نخستین تیم ملی بانوان در رشتهٔ والیبال در ۱۵ شهریور ماه سال ۱۳۴۲ (۶ سپتامبر ۱۹۶۳) در سالن ۷ تیر تهران، مقابل تیم ملی ژاپن به میدان رفت. این تیم نخستین تلاش ورزش ایران «در رده ای ملی» برای حضور بانوان در عرصهٔ ورزشهای تیمی و گروهی است. (نخستین پیروزی برای والیبال بانوان ایران در مقابل یک تیم خارجی در ردهٔ باشگاهی، در اردیبهشت ۱۳۳۹ کسب شده بود، زمانی که تیم والیبال منتخب دانشگاه تهران با حضور فریده منوچهری، مهری انور، دخی یزدان فر، دکتر عذرا ملک و … تحت تعلیم عبدالمنعم کمال، در تهران و برابر تیم والیبال زنان باشگاه فنرباعچه ترکیه پیروز شد.)
از ۱۲ بازیکن انتخابی برای اولین تیم ملی ایران که با همت ریاست فدراسیون والیبال امیر امین تشکیل شد، ۹ بازیکن عضو باشگاه تاج (قهرمان باشگاه‌های تهران) بودند و از تیم نائب قهرمان یعنی انجمن بانوان و دوشیزگان تنها دو بازیکن به اردو فراخوانده شده بودند. از این میان ۱۱ بازیکن تهرانی و یک بازیکن اصفهانی بودند. اولین اعضای تیم ملی ایران عبارتند از: سرور وحدتی، ژاله سیدهادی‌زاده، شهربانو مغازه ای، پریچهر جمشیدی، ماری تت، نسرین بختیار، اشرف وحیدیان (کاپیتان)، فریده فرزام، روحی پند نواز، ژاله سید زاده و عذراء ملک، به مربیگری کاظم رهبری.
تیم ژاپن ۷ ماه پیش‌تر از این مسابقه در مسابقات جهان ۱۹۶۲ شوروی، با اقتدار (۷ پیروزی و تنها یک ست از دست داده مقابل شوروی) قهرمان جهان شده بود. در این بازی ژاپن موفق شد با نتیجه ۳ بر صفر پیروز شود. تیم ایران در اولین مسابقه تاریخ والیبال خود تنها موفق به کسب ۷ امتیاز در ۳ دست بازی (دستهای ۱۵ امتیازی) شد. مسابقه دیگری در روز بعد (۱۶ شهریور) انجام شد که آن مسابقه را نیز تیم ژاپن با نتیجه مشابه ۳–۰ پیروز شد.

### نخستین مسابقه رسمی: مقدماتیالمپیک توکیو ۱۹۶۴

تیم‌های ملی والیبال ایران (زنان و مردان)، افتتاحیه مسابقات والیبال مقدماتی المپیک ۱۹۶۴ در ورزشگاه دهلی نو - اول دی ۱۳۴۲. بانوان شایسته به‌ترتیب از راست: پریچهر جمشیدی، دکتر عزرا ملک، نسرین بختیار، سرور وحدتی، فریده منوچهری (کاپیتان)، ژاله سید زاده، فریده فرزام، ماری تت، دیانا پارسیان و سمت راست ژاله سید هادی‌زاده (پلاکارد ایران در دست)

سه ماه پس از اولین مسابقه دوستانه، تیم والیبال زنان و مردان ایران در دی ماه ۱۳۴۲ در مسابقات انتخابی والیبال المپیک توکیو ۱۹۶۴ در دهلی نو شرکت کردند. این دوره اولین حضور ورزش والیبال در مسابقات المپیک بود. تیم ایران با ترکیب فریده منوچهری (کاپیتان)، ژاله سید زاده، ژاله سید هادی‌زاده، فریده فرزام، سرور وحدتی، نسرین بختیار، پریچهر جمشیدی، ماری تت، دیانا پارسیان و روح‌انگیز پند نواز در این مسابقات حاضر شد. (طبق مطلب جام‌جم آنلاین، مهوش آگاه، اشرف وحیدیان، عذرا ملک، فریده انور و لیلا امامی به جای ژاله سید زاده، سرور وحدتی، پریچهر جمشیدی و دیانا پارسیان در این مسابقات شرکت داشتند.) تیم ملی ایران در این دوره از مسابقات برابر تیم‌های کره جنوبی، هند و چند تیم دیگر قرار گرفت. پیروزی تیم والیبال زنان ایران برابر هند در ۵ ست در ۴ دی‌ماه ۱۳۴۲ اولین پیروزی تیم‌های ملی ورزش ایران در مسابقات بین‌المللی است. ایران در این مسابقات در بین ۶ کشور به مقام چهارمی رسید. تیم کره‌جنوبی به عنوان نماینده آسیا مسابقات المپیک رسید.

### کسب اولین مدال:بازی‌های آسیایی ۱۹۶۶

تیم ملی والیبال، دقایقی پیش از دریافت نخستین مدال تاریخ ورزش بانوان ایران. دوشنبه ۲۸ آذر ماه ۱۳۴۵ در تالار سرپوشیده بانکوک. بانوان به ترتیب از راست: لیلی امامی، عذرا ملک، ژاله سید هادی‌زاده، پری فردی، مینا فتحی، روحی پندنواز، نسرین شکوفی، مهری خرازی و ماری تت (کاپیتان)

۳ سال پس از انجام اولین بازی ملی، تیم ملی والیبال بانوان ایران در سال ۱۹۶۶ برای نخستین‌بار در بازی‌های آسیایی شرکت یافت و موفق به کسب اولین مدال معتبر بین‌المللی ورزش زنان ایران شدند. این اولین و آخرین مدال آسیایی تیم ملی بانوان ایران شد. این مسابقات با شرکت ۶ تیم برگزار شد و ایران با ۳ برد مقابل بورما، فیلیپین و تایلند، و پذیرش ۲ شکست مقابل ژاپن و کره جنوبی به مقام سوم رسید. لیلا امامی، عذرا ملک، روحی پند نواز، سکینه خرازی از تیم تهران‌جوان، پری فردی، مینا فتحی، نسرین شکوفی و ماری تت (کاپیتان) از تیم انجمن بانوان و دوشیزگان و ژاله سیدهادی‌زاده از تیم تاج، بازیکنان تیم ملی ایران در آن مسابقات بودند. مربی تیم‌ملی فریدون شریف‌زاده و کاظم رهبری سرپرست تیم بودند.

### انقلاب ۵۷ و وقفهٔ طولانی
تیم ایران پس از وقفه طولانی مدت به دلیل وقوع انقلاب ۱۳۵۷، دوباره توانست پس از حدود ۳۰ سال مجوز حضور در مسابقات والیبال آسیایی سال ۲۰۰۷ تایلند را کسب کند. ایران در این مسابقات با ۵ مسابقه و ۵ شکست در بین ۱۳ تیم به مقام دوازدهمی رسید. پس از این مسابقات تیم ملی بزرگسالان برای مدتی دوباره منحل شد. پس از مسابقات آسیایی ۲۰۰۷، تیم ایران همواره در مسابقات آسیایی حضور داشته‌است.
در دوران پس از انقلاب تیم ملی با مربیگری مینا فتحی در مسابقات همبستگی کشورهای اسلامی در سال‌های ۱۳۷۱ و ۱۳۷۳ در تهران شرکت کرد که در سال ۱۳۷۳ به مقام سومی دست یافت.

## تاریخچه مسابقات

### بازی‌های المپیک
| سال          | رتبه      | بازی | برد | باخت |
| ------------ | --------- | ---- | --- | ---- |
| ۱۹۶۴ تا ۲۰۲۴ | راه نیافت | -    | -   | -    |
| مجموع        |           |      |     |      |

### والیبال قهرمانی زنان جهان
| سال          | رتبه      | بازی | برد | باخت |
| ------------ | --------- | ---- | --- | ---- |
| ۱۹۵۲ تا ۲۰۲۵ | راه نیافت | -    | -   | -    |
| مجموع        |           |      |     |      |

### جام جهانی والیبال زنان
| سال          | رتبه      | بازی | برد | باخت |
| ------------ | --------- | ---- | --- | ---- |
| ۱۹۷۳ تا ۲۰۲۳ | راه نیافت | -    | -   | -    |
| مجموع        |           |      |     |      |

### مسابقات قهرمانی آسیا
| سال          | رتبه                       | بازی                       | برد                        | باخت                       | ست برده                    | ست باخته                   | ترکیب                      |
| ------------ | -------------------------- | -------------------------- | -------------------------- | -------------------------- | -------------------------- | -------------------------- | -------------------------- |
| ۱۹۷۵ تا ۲۰۰۵ | شرکت نکرد                  | شرکت نکرد                  | شرکت نکرد                  | شرکت نکرد                  | شرکت نکرد                  | شرکت نکرد                  |                            |
| ۲۰۰۷         | دوازدهم                    | ۵                          | ۰                          | ۵                          | ۲                          | ۱۵                         |                            |
| ۲۰۰۹ (2009)  | هشتم                       | ۸                          | ۲                          | ۶                          | ۶                          | ۱۹                         |                            |
| ۲۰۱۱ (2011)  | هشتم                       | ۷                          | ۱                          | ۶                          | ۴                          | ۱۶                         | نمونه                      |
| ۲۰۱۳ (2013)  | هشتم                       | ۸                          | ۲                          | ۶                          | ۷                          | ۲۰                         |                            |
| ۲۰۱۵ (2015)  | هشتم                       | ۷                          | ۱                          | ۶                          | ۷                          | ۱۹                         | ترکیب                      |
| ۲۰۱۷ (2017)  | نهم                        | ۶                          | ۳                          | ۳                          | ۱۱                         | ۱۲                         | ترکیب                      |
| ۲۰۱۹ (2019)  | هفتم                       | ۶                          | ۲                          | ۴                          | ۷                          | ۱۴                         |                            |
| ۲۰۲۱ (2021)  | به دلیل شیوع کرونا لغو شد. | به دلیل شیوع کرونا لغو شد. | به دلیل شیوع کرونا لغو شد. | به دلیل شیوع کرونا لغو شد. | به دلیل شیوع کرونا لغو شد. | به دلیل شیوع کرونا لغو شد. | به دلیل شیوع کرونا لغو شد. |
| ۲۰۲۳ (2023)  | دهم                        | ۶                          | ۳                          | ۳                          | ۹                          | ۱۳                         |                            |
| مجموع        | ۷/۲۰                       | ۴۸                         | ۱۱                         | ۳۷                         | ۴۵                         | ۱۲۵                        |                            |

### بازی‌های آسیایی

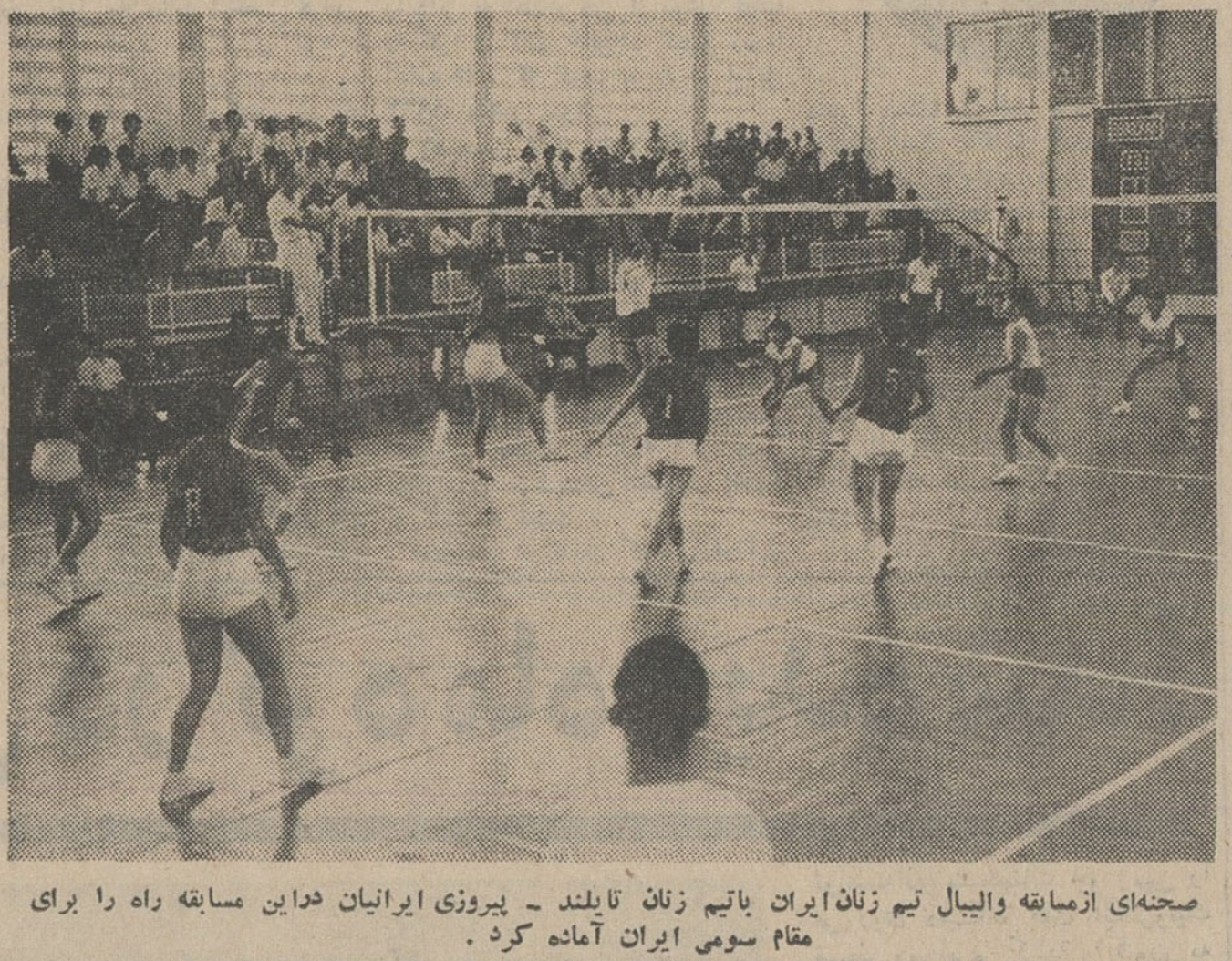
مسابقه ایران در مقابل تایلند در بازی‌های آسیایی ۱۹۶۶

| سال             | رتبه      | بازی      | برد       | باخت      | ست برده   | ست باخته  |
| --------------- | --------- | --------- | --------- | --------- | --------- | --------- |
| ۱۹۶۲            | حاضر نبود | –         | –         | –         | –         | –         |
| ۱۹۶۶            | سوم       | ۵         | ۳         | ۲         | ۹         | ۸         |
| ۱۹۷۰            | چهارم     | ۷         | ۴         | ۳         | ۱۲        | ۱۰        |
| ۱۹۷۴            | پنجم      | ۳         | ۰         | ۳         | ۰         | ۹         |
| از ۱۹۷۸ تا ۲۰۲۲ | شرکت نکرد | شرکت نکرد | شرکت نکرد | شرکت نکرد | شرکت نکرد | شرکت نکرد |
| مجموع           | ۳/۱۵      | ۱۶        | ۷         | ۹         | ۲۱        | ۳۰        |

### جام کنفدراسیون آسیا
| سال   | رتبه                       | بازی                       | برد                        | باخت                       | ست برده                    | ست باخته                   | ترکیب                      |
| ----- | -------------------------- | -------------------------- | -------------------------- | -------------------------- | -------------------------- | -------------------------- | -------------------------- |
| ۲۰۰۸  | حاضر نبود                  | -                          | -                          | -                          | -                          | -                          |                            |
| ۲۰۱۰  | هشتم                       | ۵                          | ۰                          | ۵                          | ۰                          | ۱۵                         | ترکیب                      |
| ۲۰۱۲  | هشتم                       | ۶                          | ۰                          | ۶                          | ۱                          | ۱۷                         | ترکیب                      |
| ۲۰۱۴  | هفتم                       | ۶                          | ۱                          | ۵                          | ۶                          | ۱۵                         | ترکیب                      |
| ۲۰۱۶  | ششم                        | ۶                          | ۱                          | ۵                          | ۷                          | ۱۶                         | ترکیب                      |
| ۲۰۱۸  | هشتم                       | ۷                          | ۴                          | ۳                          | ۱۴                         | ۱۴                         | ترکیب                      |
| ۲۰۲۰  | به دلیل شیوع کرونا لغو شد. | به دلیل شیوع کرونا لغو شد. | به دلیل شیوع کرونا لغو شد. | به دلیل شیوع کرونا لغو شد. | به دلیل شیوع کرونا لغو شد. | به دلیل شیوع کرونا لغو شد. | به دلیل شیوع کرونا لغو شد. |
| ۲۰۲۲  | هفتم                       | ۷                          | ۲                          | ۵                          | ۹                          | ۱۵                         | ترکیب                      |
| مجموع | ۶/۷                        | ۳۸                         | ۸                          | ۳۰                         | ۳۷                         | ۹۶                         |                            |

### آسیای مرکزی
در تاریخ ۱۰ بهمن ۱۳۹۵ تیم ملی والیبال بانوان ایران با شکست مالدیو با اقتدار قهرمان رقابت‌های انتخابی زنان جهان در منطقه آسیای مرکزی شد. شاگردان «مایدا چیچیچ» سرمربی تیم ملی بانوان ایران در سه ست متوالی با امتیازهای ۲۵ بر ۴، ۲۵ بر ۱۲ و ۲۵ بر ۱۵ به پیروزی رسیدند تا عنوان قهرمانی را از آن خود کنند. تیم ملی بانوان در دیدار مقابل مالدیو با ترکیبی متفاوت نسبت به نپال به میدان رفت و شبنم علیخانی، مائده برهانی، فرزانه زارعی، شکوفه صفری، زینب گیوه، نگار کیانی و فرانک بابلیان در ابتدای مسابقه به میدان رفتند. تیم ملی والیبال بانوان ایران روز گذشته در نخستین دیدار خود نپال را سه بر صفر شکست داده بودند.

### بازی‌های دوستانه
توجه: به دلیل محدودیت منابع قدیمی این بخش به تدریج و با منابع جدید به روز رسانی می‌شود و نیازمند تکمیل است.

#### ۲۰۲۳
1. ایران ۱–۴ تایلند (زیر ۲۱ سال)[۱۹]تیم ملی والیبال زنان ایران در نخستین دیدار تدارکاتی و دوستانه خود در پنج ست به مصاف تیم جوانان تایلند رفت. به گزارش ایسنا، تیم ملی زنان ایران که در اردوی تدارکاتی تایلند به سر می‌برد، از ساعت ۱۳ امروز (دوشنبه، ۲۲ خرداد) به وقت ایران به مصاف تیم زیر ۲۱ سال تایلند رفت. تیم ایران در ست نخست این مسابقه ۲۵ بر ۱۹ به پیروزی رسید اما در ست‌های دوم تا چهارم با نتایج ۲۱ بر ۲۵، ۱۶ بر ۲۵ و ۲۱ بر ۲۵ مغلوب حریف تدارکاتی خود شد. با توافق سرمربیان دو تیم، این مسابقه یک ست دیگر ادامه یافت که ملی‌پوشان ایران در ست پنجم نیز ۱۵ بر ۱۳ نتیجه را واگذار کردند. تیم ملی والیبال زنان ایران این مسابقه را با ترکیب مهسا کدخدا، شبنم امینی، درسا فلاح، سودابه باقرپور، مونا آشفته، نگار هاشمی و ریحانه کریمی آغاز کرد اما فاطمه رشیدی سرمربی تیم ملی در لحظات مختلف بازی از تمام بازیکنان خود استفاده کرد تا به ترکیب اصلی تیم نزدیک‌تر شود.
2. ایران ۴–۱ تایلند (زیر ۲۱ سال)[۲۰][۲۱]تیم ملی والیبال زنان ایران که در اردوی تدارکاتی تایلند به سر می‌برد، از ساعت ۱۳ و ۳۰ دقیقه امروز (چهارشنبه، ۲۴ خرداد) به وقت ایران به مصاف تیم زیر ۲۱ سال تایلند رفت. تیم ایران در ست‌های اول و دوم این مسابقه ۲۵ بر ۲۲ و ۲۵ بر ۱۷ به پیروزی رسید اما نتیجه ست سوم را ۲۵ بر ۱۸ واگذار کرد. ملی‌پوشان کشورمان ست چهارم را ۲۵ بر ۲۲ از آن خود کردند تا برنده این دیدار باشند. با توافق سرمربیان دو تیم، این مسابقه یک ست دیگر ادامه پیدا کرد که تیم کشورمان در ست پنجم نیز ۱۶ بر ۱۴ نتیجه به برتری رسید. تیم ملی والیبال زنان ایران این مسابقه را با ترکیب مهسا کدخدا (کاپیتان)، نگین شیرتری، مونا آشفته، مونا دریس‌محمودی، اسما سعیدی، سودابه باقرپور و کیمیا کیانی آغاز کرد. فاطمه رشیدی سرمربی تیم ملی در طول مسابقه دیگر بازیکنان خود را هم به کار گرفت. تیم ملی زنان ایران خود را برای حضور در چلنجر کاپ آسیا آماده می‌کند و به همین منظور در تایلند اردوی تدارکاتی برگزار کرده‌است. ملی‌پوشان کشورمان در این اردو تا به حال دو دیدار دوستانه با جوانان زیر ۲۱ سال تایلند انجام داده‌اند و فردا (پنحشنبه، ۲۵ خرداد) هم یک مسابقه دیگر برگزار می‌کنند. سپس به اندونزی محل برگزار چلنجر کاپ اعزام می‌شوند. سودابه باقرپور در مورد پیروزی در این دیدار دوستانه گفت: بازی خیلی خوبی بود و رفته رفته هماهنگ‌تر می‌شویم. در توپ‌های برگشتی هم هماهنگ‌تر عمل کردیم. سرویس زدن در هوای شرجی تایلند کمی سخت است اما امروز بچه‌ها خیلی قشنگ سرویس زدند و امتیاز سرویس گرفتند. او با بیان اینکه در سومین بازی دوستانه به مصاف تیم ملی ب تایلند می‌رویم، ادامه داد: امیدوارم در آن بازی هم هماهنگی خوبی داشته باشیم. بازی‌های تدارکاتی در این هوا باعث می‌شود تا آمادگی بهتری برای چلنجر کاپ به دست بیاوریم چون توپ و لباس خیس می‌شود و اگر بتوانیم در هوای شرجی اینجا هماهنگ شویم، عالی است. باقرپور در مورد شرایط بازیکنان حاضر در اردوی تایلند هم گفت: شرایطمان خوب است. بازیکنان با غذا دست و پنجه نرم می‌کنند چون غذای اینجا با ایران متفاوت است. امیدوارم بتوانند به اندونزی برسند چون هر روز کمی برایشان مشکل پیش می‌آید. امیدوارم خود را بالا نگه دارند تا در بازی‌های اندونزی هم بدرخشند.
3. ایران ۴–۰ تایلند (زیر ۲۱ سال)[۲۲] تیم ملی والیبال زنان ایران در سومین و آخرین دیدار دوستانه خود با تیم جوانان تایلند برای دومین بار موفق به شکست این تیم شد. تیم ملی زنان ایران که در اردوی تدارکاتی تایلند به سر می‌برد، از ساعت ۱۲ و ۳۰ دقیقه امروز (پنجشنبه، ۲۵ خرداد) به وقت ایران به مصاف تیم زیر ۲۱ سال تایلند رفت. قرار بود تیم ملی امروز برابر تیم تایلند ب به میدان برود اما تیم تایلند درخواست داد به دلیل حضور تیم جوانان این کشور در اردوی آماده‌سازی قهرمانی جوانان جهان، سومین بازی دوستانه هم با جوانان این کشور برگزار شود. تیم ایران در سه ست پیاپی به ترتیب با امتیازهای ۲۵ بر ۱۶، ۲۵ بر ۱۱، ۲۵ بر ۱۶ به پیروزی رسید. با توافق سرمربیان دو تیم، این مسابقه یک ست دیگر ادامه پیدا کرد که تیم کشورمان در ست چهارم نیز ۲۷ بر ۲۵ پیروز شد. تیم ملی والیبال زنان ایران این مسابقه را با ترکیب مهسا کدخدا (کاپیتان)، نگین شیرتری، آیتک سلامت، مونا دریس‌محمودی، شبنم امینی، سودابه باقرپور و نگار هاشمی آغاز کرد. در اوایل ست دوم این مسابقه سلامت مصدوم شد و از زمین مسابقه بیرون رفت و مونا آشفته جای او را گرفت. تیم ملی زنان ایران خود را برای حضور در چلنجر کاپ آسیا آماده می‌کند و به همین منظور از ۲۰ تا ۲۵ خرداد در تایلند اردوی تدارکاتی برگزار کرد و در این مدت سه دیدار دوستانه با تیم جوانان زیر ۲۱ سال این کشور انجام داد که دو برد و یک باخت برای تیم ایران نتیجه این دیدارها بود. ملی‌پوشان کشورمان امشب تایلند را به مقصد اندونزی ترک می‌کنند. دومین دوره مسابقات والیبال چلنجرکاپ زنان آسیا از ۲۸ خرداد تا چهار تیر با حضور ۱۱ تیم به میزبانی اندونزی در شهر گریسک برگزار می‌شود و تیم ملی که نخستین حضور خود را این مسابقات تجربه می‌کند، با هنگ‌کنگ و چین‌تایپه همگروه است. آیتک سلامت، مونا دریس محمودی، سودابه باقرپور، مونا آشفته، اسما سعیدی، مهسا کدخدا، نگار هاشمی، نگین شیرتری، حانیه محتشمی پور، فاطمه خلیلی، ریحانه کریمی، درسا فلاح، فاطمه امینی و کیمیا کیانی بازیکنان ایران در چلنجر کاپ آسیا هستند. نازآفرین فنودی به عنوان سرپرست، فاطمه رشیدی (سرمربی)، مهسا آراسته (مربی)، نوید مشجری (مشاور فنی) و علیرضا بهبودی (مربی تمرین دهنده)، مریم پرهیزکاری (مربی بدنساز)، مهرنوش واعظی (فیزیوتراپ) و راضیه دوستی به عنوان آنالیزور، کادر فنی تیم ملی والیبال زنان را تشکیل می‌دهند.

## ترکیب کنونی
ترکیب کنونی تیم ملی زنان والیبال که برای شرکت در جام کنفدراسیون‌ والیبال زنان آسیا ۲۰۲۲ در فیلیپین اعلام شد عبارت است از:
| شماره | نام بازیکن      | سن                       | وزن (کیلو) | قد (سانتی‌متر) | بالاترین ارتفاع (سانتی‌متر) | بالاترین ارتفاع (سانتی‌متر) | پست                  |
| شماره | نام بازیکن      | سن                       | وزن (کیلو) | قد (سانتی‌متر) | اسپک                       | دفاع                       |                      |
| ----- | --------------- | ------------------------ | ---------- | ------------- | -------------------------- | -------------------------- | -------------------- |
| ۱     | آیتک سلامت      | ۳۱ دسامبر ۲۰۰۰ ‏(۲۴ سال)  | ۸۴         | ۱۸۸           | ۲۷۸                        | ۲۷۰                        | پشت خط زن            |
| ۲     | حانیه محتشمی‌پور | ۲۰ نوامبر ۱۹۹۶ ‏(۲۸ سال)  | ۶۸         | ۱۸۸           | ۲۹۴                        | ۲۸۴                        | سرعتی زن/مدافع میانی |
| ۵     | محدثه مشتاقی    | ۲۰ آوریل ۱۹۹۹ ‏(۲۵ سال)   | ۵۶         | ۱۷۲           | _                          | _                          | لیبرو                |
| ۶     | شبنم علیخانی    | ۲۵ سپتامبر ۱۹۹۲ ‏(۳۲ سال) | ۶۵         | ۱۷۲           | ۲۷۰                        | ۲۶۰                        | پاسور                |
| ۷     | نگار هاشمی      | ۳ مهٔ ۲۰۰۷ ‏(۱۷ سال)       | ۵۳         | ۱۶۳           |                            |                            |                      |
| ۸     | مهسا صابری      | ۱۴ فوریهٔ ۱۹۹۳ ‏(۳۲ سال)   | ۷۰         | ۱۷۸           | ۲۹۰                        | ۲۸۰                        | دریافت‌کننده قدرتی    |
| ۱۰    | مائده برهانی    | ۲۲ ژوئن ۱۹۸۸ ‏(۳۶ سال)    | ۷۰         | ۱۸۳           | ۲۹۹                        | ۲۸۵                        | پشت‌خط‌زن              |
| ۱۱    | مهسا کدخدا      | ۲۲ ژوئن ۱۹۹۳ ‏(۳۱ سال)    | ۷۱         | ۱۷۹           | ۲۹۰                        | ۲۹۰                        | دریافت‌کننده قدرتی    |
| ۱۴    | پوران زارع      | ۲۳ اکتبر ۱۹۸۳ ‏(۴۱ سال)   | ۷۲         | ۱۸۴           | ۲۹۵                        | ۲۸۵                        | مدافع میانی          |
| ۱۶    | زهرا مغانی      | ۰ دسامبر ۲۰۰۱ ‏(۲۳ سال)   | ۶۷         | ۱۷۹           | _                          | _                          | پاسور                |
| ۱۷    | فاطمه امینی     | ۱۹ اکتبر ۱۹۹۷ ‏(۲۷ سال)   | ۵۹         | ۱۷۸           | ۲۸۹                        | ۲۸۵                        | _                    |
| ۱۸    | حدیث قربانی     | ۲۱ نوامبر ۲۰۰۳ ‏(۲۱ سال)  | ۷۰         | ۱۸۳           | _                          | _                          | پشت‌خط‌زن              |
| _     | ریحانه کریمی    | ۱ ژوئن ۲۰۰۲ ‏(۲۲ سال)     | _          | ۱۸۹           | _                          | _                          | _                    |
| ۱۹    | تهمینه درگذنی   | ۲۶ مارس ۱۹۹۶ ‏(۲۹ سال)    | ۷۸         | ۱۹۰           | ۲۹۵                        | ۲۸۵                        | مدافع میانی          |

- هانیه محتشمی پور به دلیل مثبت شدن تست ویروس کرونا از فهرست خارج و زهرا کریمی جایگزین او شد.

| سرمربی:      | آلساندرا کامپِدِلی        |
| مربیان:      | فاطمه رشیدی مهسا آراسته |
| مربی بدنساز: | زینب گیوه               |
| آنالیزور:    | محمد مخدومی             |
| سرپرست:      | صدیقه اسلامی            |

### ترکیب تیم ملی زنان ایران در رقابت‌هایانتخابی المپیک ۲۰۲۰
فاطمه امینی، هاله متقیان، فاطمه عنایت، زهرا کریمی، هانیه محتشمی‌پور، آیتک سلامت، اسما سعیدی، سارا نظری، الهام فلاح، ریحانه کریمی، مینا روستا، نگین شیرتری، مونا آشفته و الهه پورصالح
سرمربی: میترا شعبانیان